# Анфим (Петреску)
Епи́скоп Анфи́м (в миру Алекса́ндру Петре́ску, рум. Alexandru Petrescu; декабрь 1875, Паушешти-Мэнглаши, Вылча — 6 сентября 1919, Рымнику-Вылча) — епископ Румынской православной церкви, епископ Рымникский.

## Биография
Родился в декабре 1875 года в селе Паушешти-Мэнглаши, уезд Вылча.
Учился в своей родной деревне и школах Рымнику-Вылча, затем в духовной семинарии в Рымнике (1889—1893) и в Центральной семинарии в Бухаресте (1893—1897).
В 1896 году он был рукоположен в сан дьякона Монастыря Dintr-un Lemn. Учился на Богословском факультете в Бухаресте.
В 1903 году он был рукоположен в священники церкви «святые Архангелы» Крайовы.
28 февраля 1912 года рукоположен в викария Молдавской и Сучавской митрополии с титулом «Ботошанский».
3 июля 1918 года он был назначен епископом Рымникским, где официально служил до 6 ноября 1918 года, когда выборы были отменены.
Несмотря на отставку, по-прежнему заботился о нуждах епископии до 6 сентября 1919 года, когда он скончался.